# Asos
ASOS.com – brytyjski sklep internetowy wyspecjalizowany w sprzedaży mody i kosmetyków. Skupia ponad 850 marek i prowadzi także własną gamę odzieży i akcesoriów. Witryna oferuje wysyłkę do wszystkich 196 krajów z centrów logistycznych w Wielkiej Brytanii, USA i Unii Europejskiej.
Firma została założona w 2000 roku pod nazwą As Seen on Screen. Jej slogan reklamowy brzmiał: „Kup to, co widzisz w filmie i telewizji”, ponieważ sklep sprzedawał wtedy wyłącznie imitacje odzieży, jak na przykład czerwona skórzana kurtka Brada Pitta z filmu Fight Club z 1999 roku. Obecnie ta nazwa nie ma już tego znaczenia i na ogół stylizowana jest na duży akronim przedstawiony w formie małych liter.
Założycielem ASOS jest Nick Robertson, prawnuk założyciela sklepu z garniturami, Austina Reeda i Quentina Griffithsa. Siedziba firmy znajduje się w Camden Town w Londynie z dodatkowymi biurami w Paryżu, Nowym Jorku, Berlinie i Birmingham.

## Historia

### 2000-2004: Założenie
ASOS został założony 3 czerwca 2000 r. przez Nicka Robertsona, Andrew Regana i Quentina Griffithsa. W 2001 r. ASOS został dopuszczony do alternatywnego rynku inwestycyjnego (AIM) na londyńskiej giełdzie. W 2003 r. Akcjonariusze ASOS zgodzili się zmienić nazwy AsSeenOnScreen Holdings PLC i AsSeenOnScreen Limited na ASOS plc i ASOS.com Limited. W 2004 r. firma odnotowała spory zysk, a sprzedaż w pierwszym półroczu prawie się podwoiła. W 2004 r. ASOS wprowadził własną markę odzieży damskiej.

### 2005-2012: Rozwój marki
W 2005 r. eksplozja w Buncefield Fuel Depot doprowadziła do zamknięcia firmy na sześć tygodni. Firma straciła też zapasy magazynowe warte 5 milionów funtów. W 2008 r. ASOS zadebiutował na rynku odzieży dziecięcej. Wkrótce ten rynek ucierpiał, bo wiele firm zajęło się promowaniem odzieży dziecięcej własnych marek i w 2010 r. ASOS ogłosił, że nie będzie już oferować odzieży dziecięcej, aby skoncentrować się w pełni na głównym rynku mody dla młodych dorosłych.
W ostatnim kwartale 2010 r. ASOS uruchomił trzy międzynarodowe sklepy internetowe we Francji, Niemczech i Stanach Zjednoczonych. We wrześniu 2011 r. – kolejne trzy w Australii, Włoszech i Hiszpanii. W 2012 r. ASOS otworzył swoje pierwsze międzynarodowe biuro w Sydney w Australii, a następnie biuro w Nowym Jorku.  Później firma rozpoczęła serię teleturniejów o nazwie #DIGIDATING z udziałem AJ Odudu.

### 2013-obecnie: Globalna ekspansja
W 2013 r. ASOS otworzył swoje pierwsze biuro w Birmingham.  Później w 2013 r. ASOS wycofał pasy zanieczyszczone radioaktywnym kobaltem-60. ASOS w Rosji i Chinach został uruchomiony w tym samym roku. W 2014 r. pożar w magazynie Barnsley spowodował, że sklep przestał przyjmować zamówienia na prawie trzy dni. Podczas sezonu Formuły 1 Sezon 2014 ASOS był sponsorem zespołu Formuły 1 McLarena. W 2015 r. ASOS zatrudniał ponad 4000 pracowników i był największym niezależnym sprzedawcą detalicznym kosmetyków i mody w Wielkiej Brytanii.
Informacje zawarte w raporcie śledczym z Buzzfeed News z września 2016 r. wskazywały, że warunki pracy w magazynie ASOS są złe. Rzecznicy firmy twierdzili jednak, że pojedyncze skargi zgłoszone w artykule Buzzfeed nie odzwierciedlają ogólnych warunków pracy w tym miejscu.
W kwietniu 2019 r. ASOS poinformował klientów za pośrednictwem wiadomości e-mail, że firma szuka sposobów zmiany polityki łatwych zwrotów, po tym, jak badania wykazały, że klienci tym manipulują. Firma przyznała również, że taka polityka zwrotów jest kosztowna dla środowiska.